# Sagor & Swing
Sagor & Swing är en svensk duo som spelar musik i gränslandet mellan folkmusik, elektronisk musik, psykedelisk musik och progressiv rock. 
Bandet var först verksamt mellan åren 2001 och 2004 och gav då ut fyra studioalbum på skivbolaget Häpna. Medlemmarna var Eric Malmberg (orgel, dragspel, analog synt) och Ulf Möller (trummor och slagverk). Duon var mycket inspirerad av Bo Hansson och speciellt dennes gamla grupp Hansson & Karlsson som precis som Sagor & Swing var en duo med enbart klaviatur och slagverk.
Efter nästan ett decenniums tystnad återkom bandet 2013 med albumet Botvid Grenlunds park, även det utgivet på skivbolaget Häpna. På denna skiva hade Möller ersatts på trummor av Fredrik Björling. Ett par mindre turnéer genomfördes runtom i svenska städer. I februari 2014 gjorde dock gruppen åter en rockad, där Björling ersattes med den ursprungliga trumslagaren, Ulf Möller.
26 augusti 2020 återvände Sagor & Swing med ett nytt album, denna gång på skivbolaget Zeon Light. Albumets titel är En musikalisk tolkning av Bröderna Lejonhjärta, och bygger på Astrid Lindgrens roman från 1973. Även på denna skiva spelar Ulf Möller trummor.

### Nyutgåvor via Coop Records Gotland
År 2020 påbörjades en nyutgivning av gruppens tre första album. Skivbolaget Coop Records Gotland gav ut remastrade versioner av skivorna med nya omslag.

Man började bakifrån och gav ut Allt hänger samman både på vinyl och digitalt på strömmande musiktjänster, i det sistnämnda fallet med titlarna översatta till engelska. Den här versionen använder en annan mix än den tidigare CD-utgåvan från Häpna. Så här skriver Eric Malmberg själv om albumet i vinylutgåvan:
Allt Hänger Samman, är skiva tre i en trilogi. Den första skivan, Orgelfärger (häpna 2001) gjordes med ambitionen att framföra så tydliga och enkla orgelmelodier som möjligt. Allt hänger samman (häpna 2003) har som motsats till detta, mest ambitionen att låta orgeln skapa ett upplöst och ambient ljudlandskap där orgeln illustrerar fåglar och andra djur snarare än att spela reguljära låtar, och skivan däremellan Melodier Och Fåglar (häpna 2002), är förvandlingen från den ena ytterligheten till den andra, en slags övergång som håller ihop den första skivan med den sista. Skivan är inspelad i mitt [Erics] sovrym i byn Insjön sommaren 2002. Huset var ett gammalt garveri från 1900 – låg finfint precis vid Dalälven.
Det är bara orglar och trummor på plattan. Den ursprungliga verisonen gjordes på Bo Hanssons gamla Hammond L100, de nya inslagen är gjord på en orgel med ett så kallat scannervibrato eftersom jag tyckte att det adderade ett slags chorus i ljudet som L100 inte kan åstadkomma.

– Eric Malmberg
År 2021 följde del två i trilogin, Melodier och fåglar. Även denna gång översattes album- och låttitlar till engelska på den digitala utgåvan. I vinylutgåvan medföljer också en dikt om melodier och fåglar skriven av Tim Lohse Björkfäll.
Albumet Orgelfärger släpptes i remastrad och bearbetad version i september 2024 digitalt på strömmande musiktjänster. Liksom de två tidigare albumen översattes det till engelska och heter Colour Organ. Det nya omslaget är gjort av Linda Westin, som också gjorde omslaget till gruppens album En musikalisk tolkning av Bröderna Lejonhjärta (2023). Även detta album väntas komma på vinyl med sin svenska titel framöver.

### Moog på svenska
I maj 2025 släppte gruppen sitt sjunde album på ytterligare ett nytt skivbolag. Albumet heter Moog på svenska och släpptes 23 maj på bolaget PLX Records.

## Diskografi

### Album
- 2001 – Orgelfärger
- 2002 – Melodier och fåglar
- 2003 – Allt hänger samman
- 2004 – Orgelplaneten
- 2013 – Botvid Grenlunds park
- 2020 – En musikalisk tolkning av Bröderna Lejonhjärta
- 2025 – Moog på svenska

### EP
- 1999 – Sagor & Swing
- 2004 – Sagor & Swing